# Pavla Klicnarová
Pavla Klicnarová (* 2. Januar 1988 in Náchod) ist eine tschechische Skirennläuferin.

## Biografie
Klicnarová absolvierte im November 2003 erstmals ein FIS-Rennen; im Super-G von Hemsedal belegte sie Platz 73. 
Ihr Debüt im Europacup gab sie im Dezember 2008, als sie in der Abfahrt von Zauchensee 42. wurde. Bis zum heutigen Zeitpunkt  konnte Klicnarová im Europacup keine Punkte sammeln. Zwar wurde sie im Slalom von Bansko im Februar 2016 24., hatte jedoch einen zu großen Rückstand auf die Siegerinnen Chiara Gmür und Xenija Alopina. Im Oktober 2015 gab sie im Riesenslalom von Sölden schließlich auch ihr Weltcupdebüt. Ihre ersten Weltcuppunkte holte Klicnarová im Februar 2017 in der Kombination von Crans-Montana, wo sie 26. wurde.
2011 und 2017 nahm Klicnarová an der Alpinen Ski-WM teil. Ihr bestes Ergebnis war ein 28. Platz in der Kombination 2017.

## Erfolge

### Weltcup
- 1 Platzierung unter den besten 30

### Weltmeisterschaften
- Garmisch-Partenkirchen 2011: 32. Abfahrt, 37. Super-G
- St. Moritz 2017: 28. Kombination, 34. Super-G, 34. Abfahrt

### Juniorenweltmeisterschaften
- Formigal 2008: 26. Abfahrt, 50. Slalom, 60. Super-G

### Weitere Erfolge
- 8 Siege bei FIS-Rennen
- 1 Sieg bei ausländischen Meisterschaften
- South American Cup: 6 Platzierungen unter den besten 10
- Universiade: 4 Platzierungen unter den besten 10, davon ein Podestplatz